# لوكاس ماركي
لوكاس ماركي (بالإسبانية: Lucas Mareque)‏ (12 يناير 1983 بمورون في الأرجنتين - ) هو لاعب كرة قدم أرجنتيني في مركز الدفاع. لعب مع إنديبندينتي وباراكاس سينترال وريفر بليت ونادي بورتو ونادي لوريان.

## وصلات خارجية
- لوكاس ماركي على موقع قاعدة بيانات كرة القدم.إي يو (الإنجليزية)
- لوكاس ماركي على موقع Soccerway.com (الإنجليزية)
- لوكاس ماركي على موقع AS.com (الإسبانية)